# Posztok a kosárlabdában
- 1–Irányító
- 2–Dobóhátvéd
- 3–Alacsonybedobó
- 4–Erőcsatár
- 5–Center

Pozíciók a kosárlabdában.

A kosárlabdát általában csapatonként öt játékos játssza és ezen játékosok szerepkörök szerint kapnak pozíciókat. A három fő pozíció a hátvéd, a bedobó és a center, egy csapatban általában két guard, két bedobó és egy center szerepel. Napjainkban már öt posztra osztják a csapatokat, az irányító (PG, más néven az egyes), a dobóhátvéd (SG, más néven a kettes), az alacsonybedobó (SF, más néven a hármas), az erőcsatár (PF, más néven a négyes) és a center (C, más néven az ötös).
Ezek mellett az idő múlásával hibrid pozíciók is kialakultak, mint a point forward (PG/SF), a swingman (SF/SG), a big man (F/C) és a stretch four (center, a hátvédek dobóképességével).

## Hátvéd posztok

### Irányító
Az irányító (angolul: point guard - PG), az egyes számú pozíció a kosárlabdában. Az irányító az egyik legspecializáltabb pozíció. Az irányítóktól elvárják a támadások vezetését, általában a játék szervezője, remekül tud passzolni és hatékonyan lőni távolról. Az irányítónak ismernie kell edzőjének játékterveit, az amerikai futballban a quarterback pozícióhoz hasonló. Tudnia kell alkalmazkodni az ellenfél védelméhez és irányítania kell a játék sebességét.
Az irányító első számú feladata, hogy pontszerzési lehetőségeket alakítson ki csapattársainak, vagy magának. Elvárás az irányítók felé, hogy vezessék a csapatot, mikor pályán vannak. Mindig tudniuk kell a mérkőzés állását, a támadóórát és mindkét csapat hátralévő időkéréseinek számát.
Miután az ellenfél pontot szerez, általában az irányító hozza fel a labdát a pályán. Az irányítók között általában fontosabb a gólpassz, mint a pontszerzési képességük.

### Dobóhátvéd
A dobóhátvéd (angolul: shooting guard - SG), a kettes számú pozíció a kosárlabdában. A dobóhátvéd egyik legfontosabb feladata, hogy pontot szerezzen és megszerezze a labdát az ellenfél támadásai alatt. Az NBA-ben a dobóhátvédek magassága általában 190 cm és 201 cm között van, míg a WNBA-ben ez 178 cm és 185 cm között van.
Általában a dobóhátvédek végzik el leghatékonyabban a távoli dobásokat, gyakran segít elzárásokban. Gyakran vált helyet az alacsonybedobóval a mérkőzés folyamán, legjobban a széleken játszik. Távoli dobásaik hatékonysága általában 35-40% körül van. A dobóhátvédek nagy része erős, atletikus játékos, akik képesek a büntetőterületbe is betörni. Sok magasabb dobóhátvéd az alacsonybedobó pozíción is játszik. Általában jó a labdakezelésük és passzolni is tudnak. Büntetődobásaiknak hatékonynak kell lennie, amely kifejezetten fontos a mérkőzések végén. Gyakran köréjük van építve a csapat támadása, általában a csapat első számú pontszerzői.

## Csatár posztok

### Alacsonybedobó
Az alacsonybedobó vagy a kiscsatár (small forward - SF) a hármas számú pozíció a kosárlabdában. Általában alacsonyabbak és fürgébbek, mint az erőcsatárok, de magasabbak és erősebbek a két védő pozíciónál (irányító, dobóhátvéd).
Az alacsonybedobó általában a legsokoldalúbb játékos a pályán. Fontosabb feladataik közé tartozik a pontszerzés és a védekezés, illetve általában a harmadik számú lepattanó szerzők a csapatban. Az NBA-ben a magasságuk 198 cm és 208 cm között van, míg a WNBA-ben 183 cm és 188 cm között.
Pontszerzési képességeik nagyban váltakoznak. Sok alacsonybedobó hatékony dobó játékos, míg mások fizikálisabban játszanak, vagy betörnek a büntetőterületre.

### Erőcsatár
Az erőcsatár (power forward - PF) a négyes számú pozíció a kosárlabdában. Feladatkörük hasonlít a centeréhez, általában a kosárnak háttal játszanak. Az egyik legfontosabb feladata egy erőcsatárnak a lepattanók szerzése. Néhány erőcsatár középtávról is jól dob. A "stretch four" megnevezésű erőcsatárok hatékonyan dobnak a hárompontos vonal mögül is.
Az NBA-ben az erőcsatárok magassága általában 203 cm és 211 cm között van, míg a WNBA-ben ez 183 és 191 cm között van. Megesik, hogy az erőcsatárok a center vagy az kiscsatár pozíciójában is játszanak. Az erőcsatárok általában rendelkeznek a center képességeivel, de nem elég magasak, hogy játszanak a pozíción.

## Center
A center (C) az ötös számú pozíció a kosárlabdában. Általában a csapat legmagasabb tagja, erős és nagydarab játékosok. Az NBA-ben a centerek legtöbb esetben 208 centiméternél magasabb játékosok, a kosárhoz közel játszanak.
A centerek legfontosabb feladata a védekezés és a hatékony pontszerzés. Az 1950-es és 1960-as években George Mikan és Bill Russell is fontos tagjai voltak csapatuk dinasztiáinak és definíciói voltak a korai centernek. Miután az 1979–80-as szezonban bemutatták a hárompontos vonalat, az NBA egyre inkább távoli dobásokra kezdett koncentrálódni, a center pozíció fontossága elkezdett visszaesni.
A 2010-es években elkezdett kialakulni a "stretch five" pozíció. A stretch five centerek általában rendelkeznek a náluk alacsonyabb játékosok képességeivel, mint. dobóhatékonyságuk vagy passzolási képességük.